# کلاوس توپفر
کلاوس توپفر (به آلمانی: Klaus Töpfer)؛ (۲۹ ژوئیهٔ ۱۹۳۸ – ۸ ژوئن ۲۰۲۴) مدیر اجرایی اونپ (برنامهٔ محیط زیست سازمان ملل متحد) بود. او تحصیلات خود را دانشگاه مونستر انجام داده‌است.

## سایر مشاغل
در سال ۲۰۰۹ تاپفر به عنوان مدیر مؤسس مؤسسه مطالعات پایداری پیشرفته (IASS) برای انجام تحقیقاتی  بین مشکلات اقلیمی و اقتصاد پایدار منصوب شد. این موسسه در پوتسدام آلمان واقع شده است. او بعداً به عنوان رئیس مشترک کمیسیون اخلاق دولت فدرال در خصوص تأمین انرژی ایمن خدمت کرد. از سال ۲۰۱۳ تاپفر سرپرستی پروژه تبدیل سیستم انرژی به عنوان موتور نوآوری‌های دموکراتیک را به همراه کلاوس لگیوی و پاتریزیا نانز بر عهده داشت. در سال ۲۰۱۶، شورای اقتصادی و اجتماعی سازمان ملل متحد      (ECOSOC) تاپفر را به سمت رئیس مشترک یک تیم مستقل از مشاوران در تعیین موقعیت سیستم توسعه سازمان ملل متحد برای اهداف توسعه پایدار تعیین کرد. وی در ۲۰۱۸، به عنوان میانجی در مناقشه انرژی بین کوزوو و صربستان منصوب شد.